# 汪應蛟
汪應蛟（1550年—1628年），字潛夫，又字蔚翔，號澄原、澄源、登原，直隸徽州府婺源縣人，晚明名臣，東林黨人。

## 生平
汪應蛟是萬曆元年（1573年）癸酉科應天鄉試第十九名舉人，二年（1574年）甲戌科二甲第三十六名進士。戶部觀政，隨耿定向講學，授南京兵部主事，升南京禮部郎中，出為福建按察司副使，調四川按察司副使，升山東布政使司右參政、分巡濟南，升山西按察使、兵備易州，上報礦使王虎貪婪凶暴之事，不得報。萬曆二十五年（1597年）朝鮮用兵，天津巡撫萬世德改經略朝鮮，汪應蛟升都察院右僉都御史、巡撫天津。
汪應蛟在天津巡撫任內以浙閩濱海治地之法，募民在天津葛沽白塘一带墾田五千畝，其中有十分之四是水田，畝收可達到四五石，田利大興。後來繼任的天津巡撫孫瑋也沿用其法，於是又開發了一萬五百餘亩田地，前後所獲的糧食收成使得天津的防務開支不再需要向當地百姓加派徵收。朝鮮戰事平定之後，改巡撫保定。在當地發生旱災和蝗災時，汪應蛟不但發倉庫積糧賑濟，他更單騎巡行村野以確保賑濟糧食是按戶分發，災民都因為他而得到救濟。汪應蛟又曾以畿內荒疫旱蝗相繼為虐，請求明神宗廢除礦稅，但皇帝對他的建議不作答覆。
萬曆三十年（1602年）召為工部右侍郎，未到任即乞假省親歸，期間與顧憲成、高攀龍、鄒元標等討論理學，相處極契。萬曆三十三年十一月（1605年），以薊遼昌保四鎮大閱八事，敘錄文武各官，汪應蛟被擬起用為兵部左侍郎，然應蛟以養親為由不出。萬曆四十八年(1620年)，明光宗立，起用汪应蛟為南京戶部尚書。
明熹宗即位後，汪應蛟受東林黨人鄒元標推薦，於是在天啟元年（1621年）六月改北京戶部尚書。擔任戶部尚書期間，汪應蛟嚴於律己，視國如家，謹慎開支，杜絕虛耗，國計賴之。面對財政緊張，汪應蛟提出「雜項新餉」，即包括重新向衛所屯田徵銀二十三萬兩、向士紳徵收優免丁糧銀(44.4萬兩)、抛售多餘粮食(14.6萬兩)、房屋稅契買賣稅(29萬兩)、商人典鋪酌分(19.5萬兩)、督撫軍餉巡按公費銀捐助(19.8萬兩)、抽扣工食(67.9萬兩)、馬夫祇侯(10萬兩)、南糧北折、庫折布粟、鑄錢事例、允許學生捐納入學等多項措施來增加收入，一年可以額外收得296萬兩，後來多被採納實現。同時，在汪應蛟主持下，戶部也通過增加北新、九江、滸墅、淮安、揚州等鈔關關稅6萬5240兩，但第一年徵收結果一般，直至次年才逐漸改善。後來遼東難民大批入境，汪應蛟力援董應舉屯田，并提議為用心辦事、開田超過一萬二千畝的地方武將升官，最終成功開田十八萬畝，每歲能收成黍麥谷五萬五千餘石。
明熹宗保母客氏求墓地踰制，汪應蛟堅持不予而得罪魏忠賢。剛好有言論指汪應蛟「老不任事」，於是汪應蛟力請辭職，明熹宗屢不允。天啟二年（1622年）末，汪應蛟上書七次致仕，明熹宗終答允并稱讚其「主計勤勞」，加太子太保，命馳驛回籍。臨近離開時，汪應蛟上書引用引宋儒的話語，請明熹宗以宦官、宮妾為戒。崇禎元年（1628年）汪應蛟卒於家。

## 著作
有《計部奏疏》、《古今夷語》、《中銓》、《病吟草》。

## 家族
曾祖汪存福；祖父汪希利；父汪煥祖。母江氏；繼母朱氏。具慶下。兄汪應龍、汪應儀、汪應元，弟汪應方。

## 延伸阅读
[在维基数据编辑]
 《明史卷二百四十一》，出自《明史》

## 外部連結
- YouTube上的明朝官场现形记--婺源龙脉保卫战